# Bom núi lửa

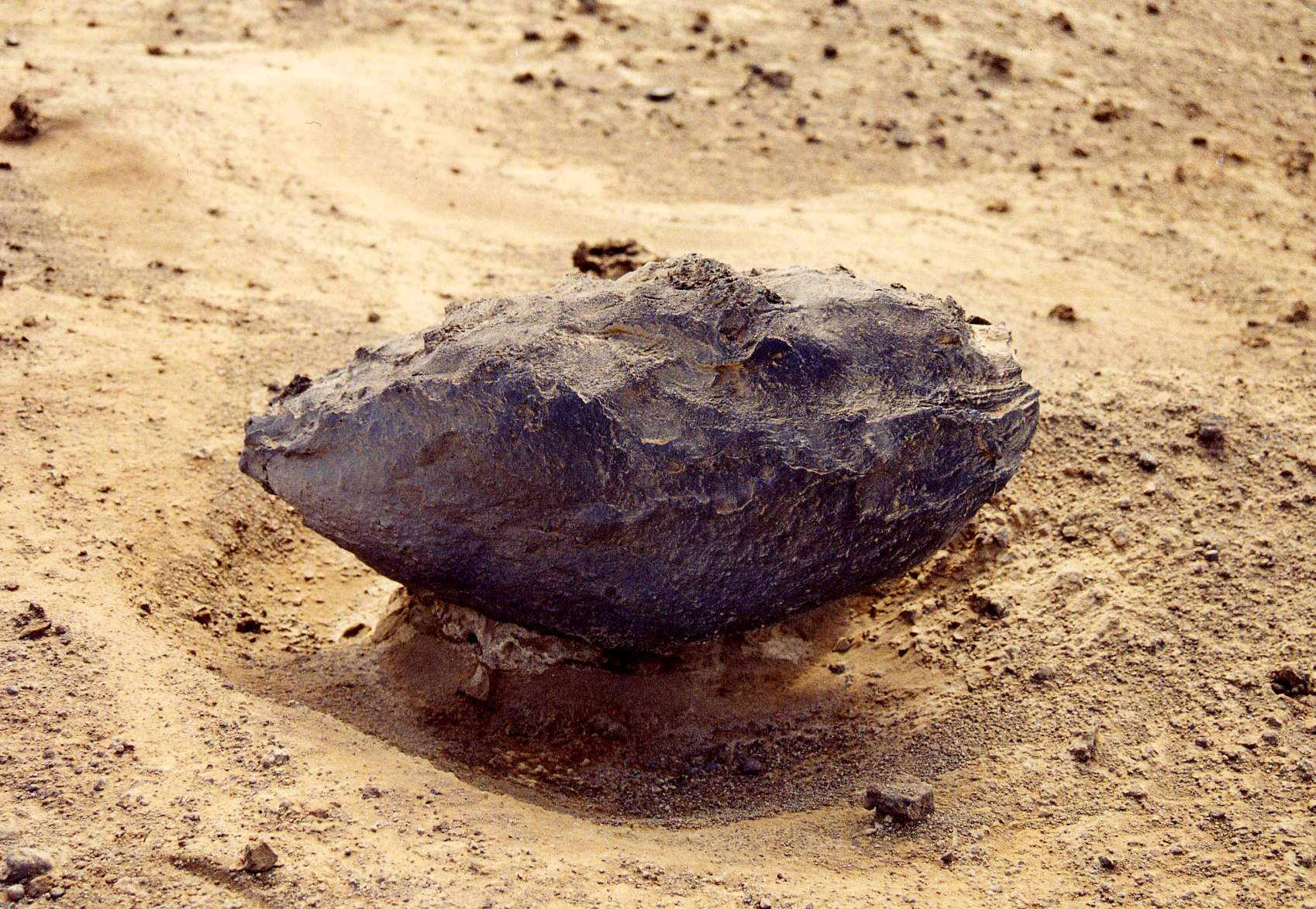
Đạn núi lửa hình dạng chuỳ kéo sợi của núi lửa Capelinhos ở đảo Faial, quần đảo Açores, Bồ Đào Nha.

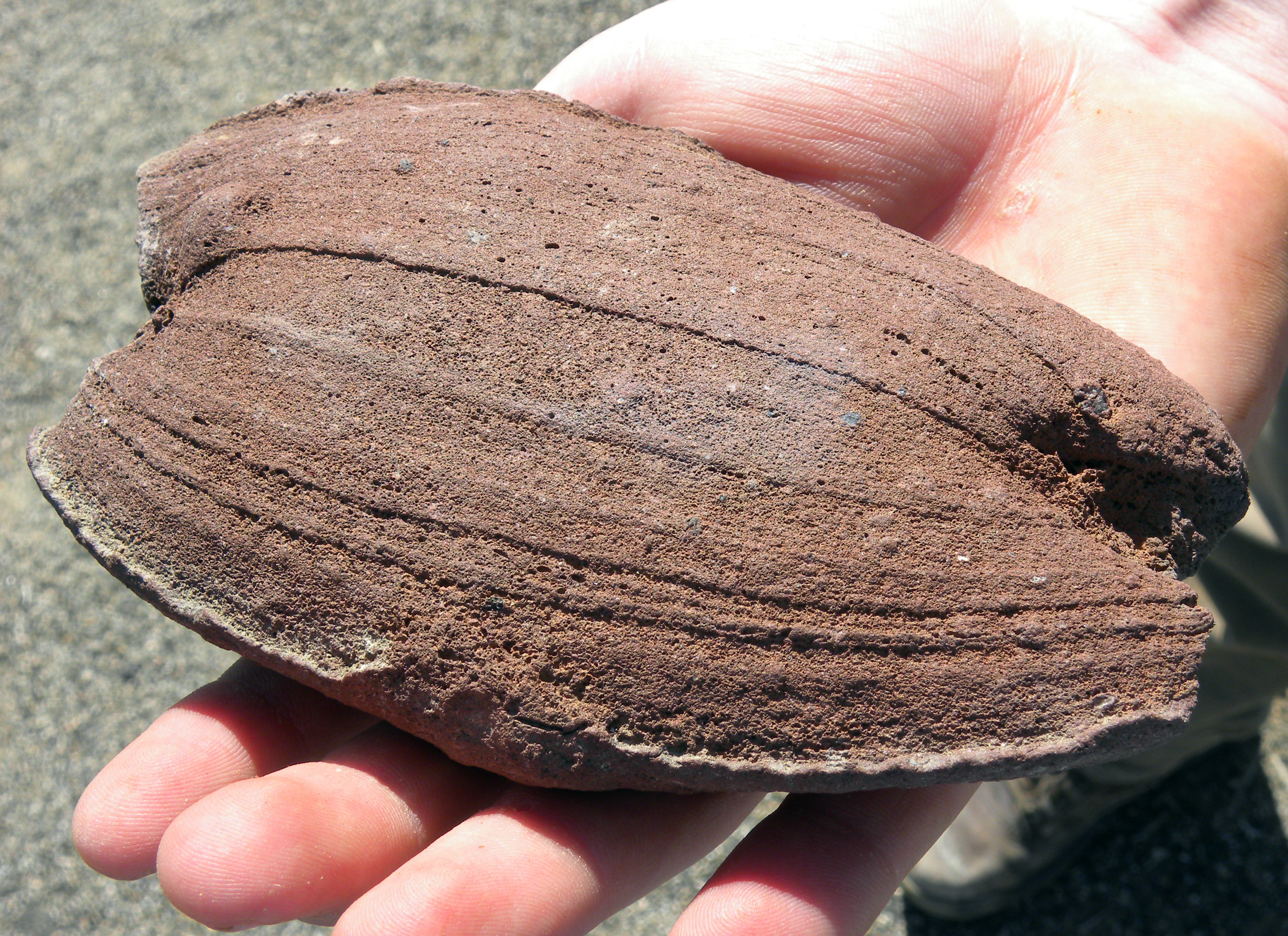
Đạn núi lửa của nón bã núi lửa ở Khu bảo tồn Quốc gia Mojave, Hoa Kỳ.

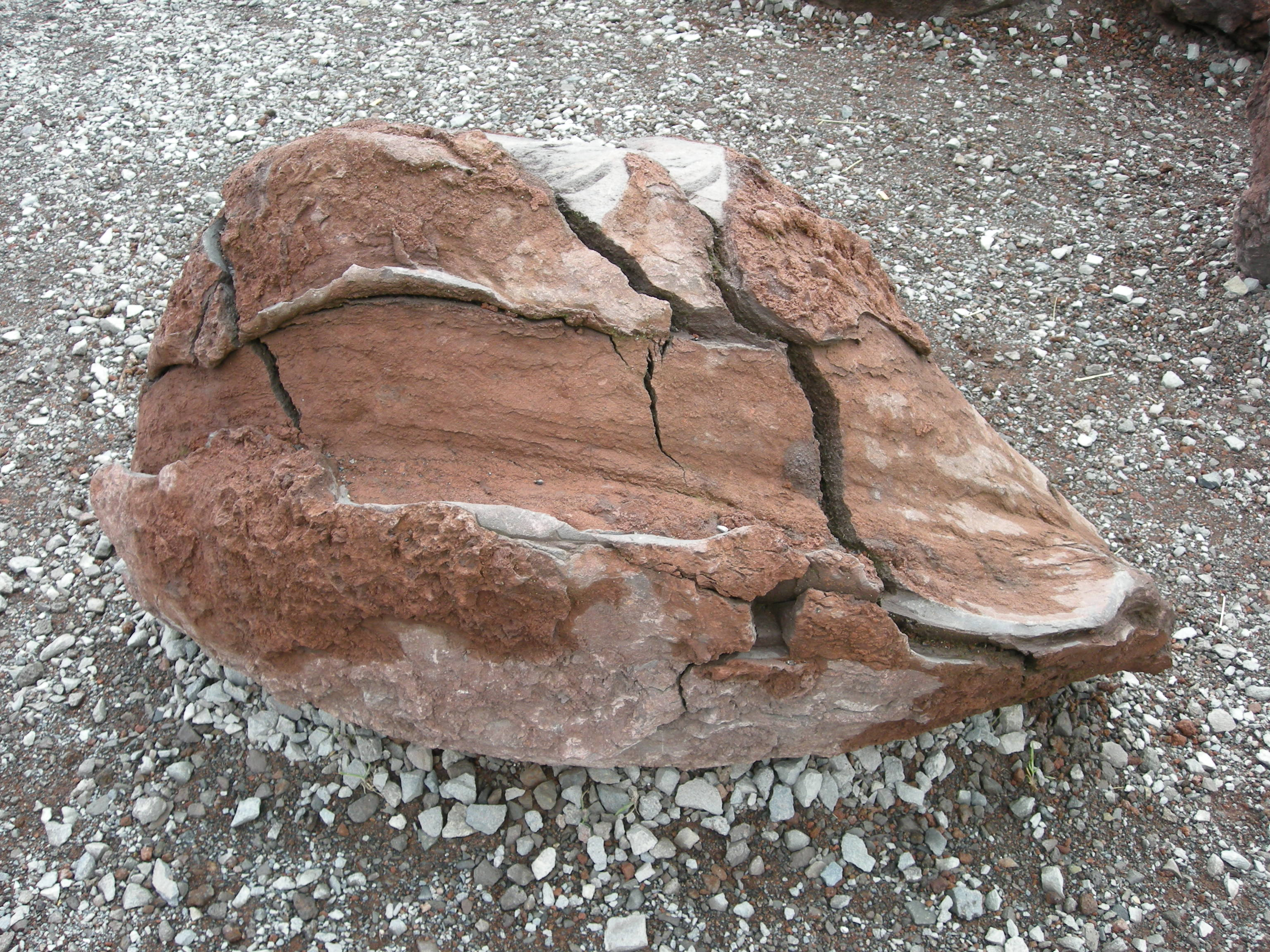
Đạn núi lửa ở Vulcania, tỉnh Puy-de-Dôme, Pháp quốc.

Bom núi lửa hoặc gọi là đạn núi lửa, là một loại mạt vụn núi lửa có đường kính lớn hơn 64 milimét, do phần đặc và nhớt của dung nham núi lửa hình thành, ngưng kết thành chất rắn trước khi rơi về mặt đất, không có kết tinh, thuộc về đá hỏa sinh phun trào. Bom núi lửa có thể từ miệng núi lửa bay ra xa vài nghìn mét, thường hay thu được ngoại hình khí động lực học trong quá trình bay trên không. Bom núi lửa là nguồn nguy hiểm đáng kể, năm 1935 bom núi lửa do núi lửa Asama, Nhật Bản phun ra có đường kính 5 - 6 mét bay xa 600 mét tính từ miệng núi lửa. Sự phun ra của bom núi lửa có khả năng gây nên tổn thất người và tài sản nghiêm trọng. Năm 1993 bom núi lửa của núi lửa Geleras, Colombia đột nhiên phun trào làm 6 người tử vong và vài người khác bị thương nghiêm trọng ở đỉnh núi. Ngày 16 tháng 7 năm 2018, trên một du thuyền gần núi lửa Kīlauea, bom núi lửa do dung nham hình thành có kích thước cỡ một trái bóng rổ làm 23 người thương vong.
Bom núi lửa được biết đôi khi nổ vào lúc nguội vì áp suất chất khí bên trong. Điều này thông thường là bom núi lửa kiểu "vỏ bánh mì".

## Giới thiệu giản lược
Bom núi lửa là khối đá do núi lửa phun ra không mang theo mình góc cạnh và lớn hơn so với sỏi núi lửa. Là khối đá mạt vụn dung nham lúc phun đến bầu trời, có ngưng kết chút ít nhưng vẫn chưa đủ nguội để hoá cứng, trước khi rơi về mặt đất, do xoay tròn trong không khí nên có sẵn độ tròn nhất định, hình thành thể khối mà ngoại hình giống các hình dạng như bánh mì, quả lê và chuỳ kéo sợi. Bom núi lửa do dung nham hình thành mà cứng và mang tính lưu động thì có độ tròn khá tốt; ngoại hình của bom núi lửa do dung nham hình thành mà mang tính nhớt thì tương đối bất quy tắc, mặt ngoài hoàn toàn có vằn nhỏ giống vỏ bánh mì khô nứt. Tầng ngoài của bom núi lửa thường hay có lỗ khí nhỏ và liền kín, hoặc là tính chất thủy tinh, lỗ khí của phần bên trong càng nhiều thêm hơn nữa khá lớn. Bom núi lửa thông thường rơi ở khu vực cách miệng núi lửa không xa. Hình thái của nó gồm nhiều chủng loại đa dạng, thường là dạng bánh mì, hình con suốt, êlípxôít, hình quả lê, hình đạn lạc và các hình bất quy tắc; sai biệt kích thước rất lớn, đường kính thông thường từ 64 milimét trở lên, những bom lớn có thể nặng đến vài tấn, phần bên trong thông thường hiện ra nhiều hình dạng lỗ hoặc hình dạng bọt khí, vỏ bên ngoài thường thường giống như thủy tinh. Thành phần của nó về cơ bản là dung nham mang tính kiềm, bom núi lửa của dung nham mang tính axít khá ít thấy.

## Phân loại

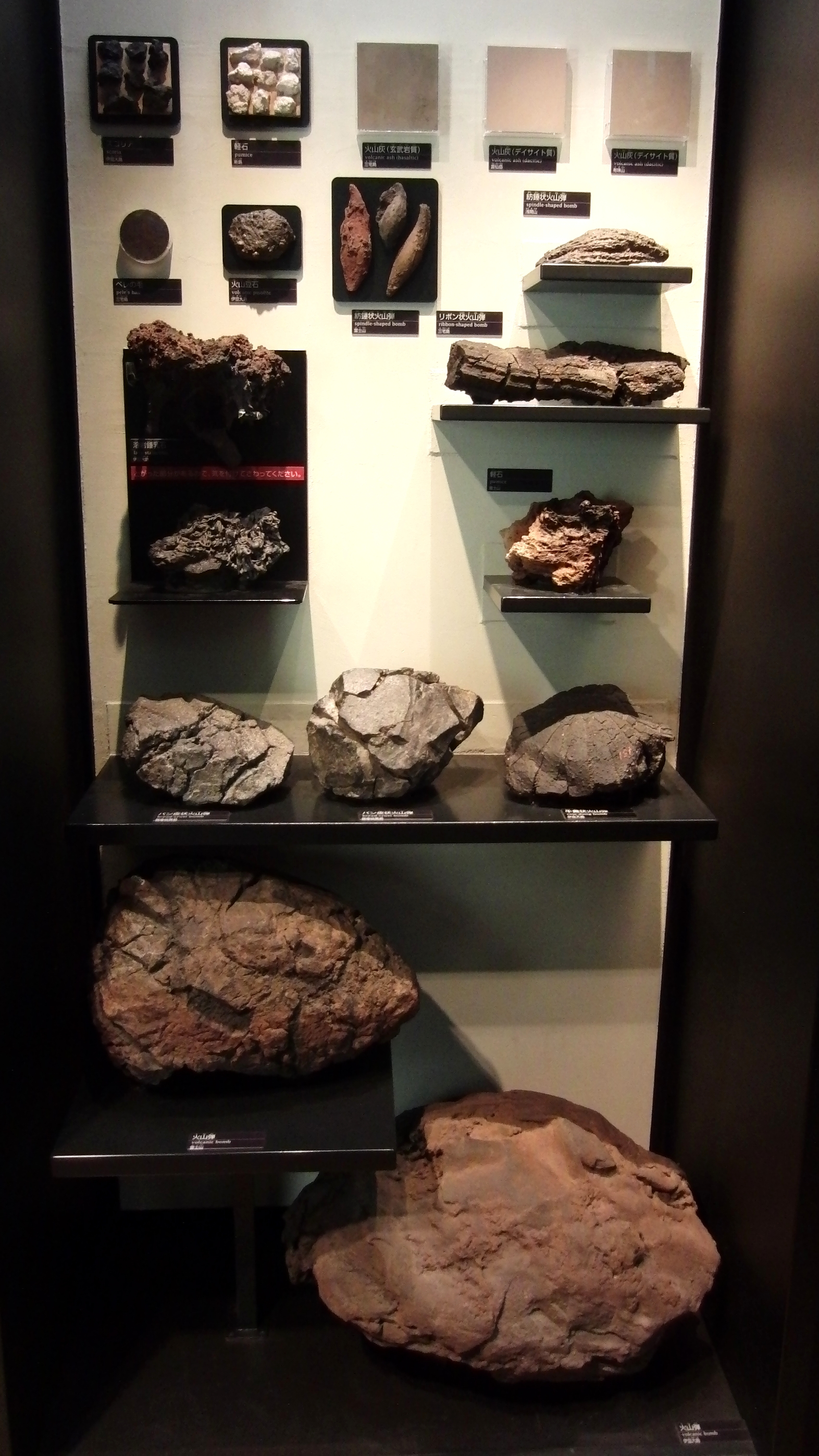
Đạn núi lửa không giống nhau của Viện bảo tàng Khoa học Quốc lập ở Tokyo, Nhật Bản.

Bom núi lửa căn cứ vào hình dạng mà đặt tên, là do lưu tính của mắc-ma hình thành ra nó quyết định.
- Bom núi lửa hình trụ tròn hay ruy băng.
- Bom núi lửa hình cầu.
- Bom núi lửa hình con suốt, hình thoi, hình hạnh nhân hay dạng xoay tròn.
- Bom núi lửa hình bãi phân bò.
- Bom núi lửa hình vỏ bánh mì.
- Bom núi lửa hình dạng hạch.